# 有賀寿
有賀 寿（ありが ひさし、1926年2月7日 - 2015年8月24日）は、日本の福音派の牧師、著作家。著作、翻訳活動を通して、福音派で文書伝道を展開した。

## 経歴
1926年 大阪生まれ。1948年 東京師範学校（東京教育大学、筑波大学の前身）卒業、同校研究科に在籍のまま、キリスト者学生会（KGK）の創立者である尾山令仁らと共にKGKの運動を推進し、チャールズ・ハンメルを通して紹介され、東京堀の内の民家でもたれた海外のキリスト者の学生会であるIVCFと交流を持った。KGKは早稲田大学で尾山によって始められたものであり、海外のキリスト者学生団体IVCFと交わりを持ったが、IVCFの一部になったことはない。1949年東京高等師範学校研究科中退。その後、東京神学塾に学び、東京神学塾の教師になる。また、オランダのアムステルダム自由大学に留学する。
1956年から、キリスト者学生会主事になる。1962年 キリスト者学生会総主事になる。1971年 キリスト者学生会の総主事を辞任。
1975年から1986年まで、日本長老教会日本福音長老教会西船橋キリスト教会に長老として奉仕した後、牧師になり、後に中会議長になる。
1974年以後、フリーですぐ書房で文書伝道に携わる。2010年9月、すぐ書房36年の歴史に幕が下ろされた 。
2015年8月24日、肺炎のため89歳で死去。

## 著書
- 『家庭礼拝の教え』
- 『最初の礼拝』
- 『主日礼拝』
- 『衣替えするキリスト教』
- 『信徒用 日本式<伝道>のすすめ』

## 訳書
- ジョン・ストット著『信仰入門』すぐ書房
- ジョン・ストット著『地の塩世の光』すぐ書房
- J・アンダーソン著『静思の時』すぐ書房
- クラス・ルーニア著『現代の宗教改革』
- メリル・テニイ『ヨハネの黙示録』聖書図書刊行会